# Baldassare Boncompagni

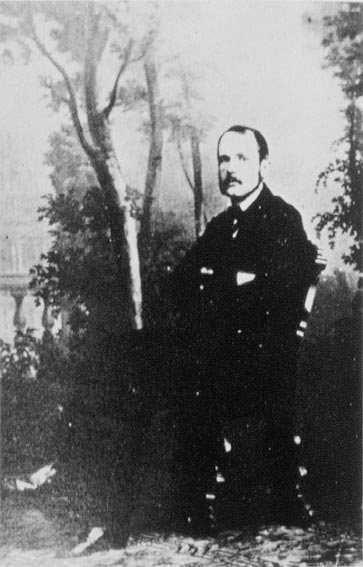
Baldassare Boncompagni

Baldassare Boncompagni Ludovisi (* 10. Mai 1821 in Rom; † 13. April 1894 ebenda) war ein italienischer Mathematikhistoriker. Obwohl er keine akademische Position innehatte, gilt er als einer der führenden Mathematikhistoriker des 19. Jahrhunderts.

## Leben und Wirken
Boncompagni war von Haus aus wohlhabend und stammte aus einer alten adligen Familie (er hatte den Fürstentitel), zu der auch Papst Gregor XIII., der Initiator der Gregorianischen Kalenderreform, gehörte. Er besuchte das Collegio Romano in Rom, wo er Vorlesungen in Mathematik und Physik bei Barnaba Tortolini (1808–1874) hörte. 1843 erschien seine erste mathematische Arbeit in Crelles Journal. Danach wandte er sich der Physik- und Mathematikgeschichte zu und wurde für seine Arbeiten in die neu gegründete Päpstliche Akademie der Wissenschaften berufen – nach der Gründung Italiens lehnte er die Einladung in die als Konkurrenz neu gegründete Accademia dei Lincei ab. 1880 wurde er zum Ehrenmitglied der Göttinger Akademie der Wissenschaften gewählt. Bekannt wurde er vor allem für seine Arbeiten zur Mathematik des Mittelalters. 1851 erschien sein Buch über Plato von Tivoli, einen Übersetzer des 12. Jahrhunderts, und über Gerhard von Cremona. Für den Druck der Bücher, die ungewöhnliche Buchstaben verlangten, gründete er eine eigene Druckerei in seinem römischen Palazzo, die auch zum Beispiel die Berichte der Päpstlichen Akademie herausgab. Insbesondere widmete er sich der Erforschung von Fibonacci (Leonardo von Pisa), über den er 1852 eine Biographie schrieb und von dem er 1854 einige Werke mit Faksimiles herausgab. In der Biblioteca Ambrosiana in Mailand entdeckte er verschollen geglaubte und unbekannte Manuskripte von Fibonacci (Liber Quadratorum, Flos) und gab sie, mit Ergänzungen des Turiner Anwalts Angelo Genocchi, heraus (Opuscoli di Leonardo Pisano, 2. Auflage 1856). 1857 gab er die erste gedruckte Version des  Liber Abaci von Fibonacci mit Kommentaren von Pietro Cossali heraus. 1862 folgten dessen Practica Geometria. Er gab auch weitere mittelalterliche Texte heraus, so das erste gedruckte Arithmetik-Buch (Aritmetica di Treviso, 1862 in den Akten der Päpstlichen Akademie). 1868 gründete er die Zeitschrift „Bullettino di bibliografia e di storia delle scienze matematiche e fisiche“, die er auf eigene Kosten – er verschickte kostenlos Exemplare an viele Akademien, Büchereien und Wissenschaftler – bis 1887 druckte und herausgab (eine Reprint-Ausgabe erschien 1968), mit der er wesentlich zur Etablierung der Mathematikgeschichte als Wissenschaft beitrug. Sie wurde schließlich eingestellt, da Boncompagni keinen Nachfolger als Herausgeber fand – sein Favorit Antonio Favaro war mit der Herausgabe der Werke Galileis beschäftigt. Boncompagni trug auch eine umfangreiche private Bibliothek von 600 Manuskripten und 20.000 Büchern zusammen (deren Katalog von seinem Sekretär Narducci 1862 und 1892 publiziert wurde), die nach seinem Tod zerstreut und versteigert wurde.

## Schriften (Auswahl)
- Della vita e delle opere di Gherardo Cremonese, traduttore del secolo duodecimo, e di Gherardo da Sabbionetta, Astronomo del secolo decimoterzo: notizie raccolte. Tipografia delle belle arti, Rom 1851. (Digitalisat)
- Intorno all'opera d'Albiruni sull'India. Tipografia delle scienze mathematichee fisiche, Rom 1869. (Digitalisat)
- Intorno al comento di Proclo sul primo libro degli Elementi di Euclide: notizie raccolte. Tipografia delle scienze mathematichee fisiche, Rom 1874. (Digitalisat)